# Franz Everschor
Franz Everschor (* 1934 in Düsseldorf) ist ein deutscher Journalist, Filmkritiker und Autor.

## Leben
Everschor studierte zunächst Rechtswissenschaft. Von 1962 bis 1965 war er Redakteur der katholischen Filmzeitschrift filmdienst.
Zusammen mit Hartmut Grund und Heinz Ungureit baute er ab 1966 die Filmredaktion der ARD auf. Später war er stellvertretender Geschäftsführer der Degeto Film. Dort hatte Everschor Prokura und war für den Filmeinkauf der ARD verantwortlich. Nach Vorwürfen, er hätte interne Vorgänge an den Medienunternehmer Leo Kirch weitergereicht, wurde er Mitte August 1987 fristlos entlassen. Everschor erhob daraufhin Klage gegen die Degeto beim Landesarbeitsgericht in Frankfurt am Main, die zu einem Vergleich der Parteien führte.
Im gleichen Jahr ließ Everschor sich in den Vereinigten Staaten nieder, wo er seither in Kalifornien als freier Publizist lebt. Seit Anfang der 1990er Jahre schrieb er unter anderem für die Funkkorrespondenz, später Medienkorrespondenz, für die er wöchentlich über Entwicklungen in der amerikanischen Medienbranche berichtet. Für den filmdienst verfasste er seit 1990 die regelmäßige Kolumne „Aus Hollywood“.

## Schriften (Auswahl)
- Filmanalysen. Verlag Haus Altenberg, Düsseldorf, 1961.
- Filmanalysen 2. Verlag Haus Altenberg, Düsseldorf, 1964.
- mit Stefan Bamberger: Religion im Film: Ein Beitrag zur Geschichte, Funktion und Gestaltung des religiösen Films. Hrsg. von der Kirchlichen Hauptstelle für Bild- u. Filmarbeit Köln, Verlag Haus Altenberg, Düsseldorf, 1963.
- Brennpunkt Hollywood – Innenansichten aus der Filmmetropole der Welt. Schüren Verlag, Marburg, 2003, 300 Seiten, ISBN 978-3-8947-2353-8.